# Александар Комаров (рвач)
Александар Андрејевич Комаров (рус. Александр Андреевич Комаров; Санкт Петербург, 5. мај 1999) је руски и српски рвач грчко-римским стилом, првак Европе 2024. године, освајач медаља европских првенстава и Мајстор спорта Русије.

## Биографија и каријера
Рођен је 1999. године у Санкт Петербургу. Године 2015. постао је светски и европски првак међу кадетима, а овај резултат је поновио и 2016. године.
Године 2017. и 2018. постао је првак света и Европе међу јуниорима. Године 2019. постао је шампион Русије и освојио бронзану медаљу на Европском првенству у Румунији.
У фебруару 2020. године, на континенталном шампионату у Риму, у категорији до 87 кг, Комаров је победио Турчина Метехана Башара и освојио бронзану медаљу Европског првенства. Био је два пута првак Светског првентва до 20. година и два пута до 17. године. Током каријере освојио је четири пута европске јуниорске титуле.
Године 2021. освојио је златну медаљу на Светском првенству до 23. године до 86 килограма, одржаном у Београду.
Од 2024. године представља Србију. Дана 13. фебруара 2024. године, представљајући Србију победио је Турчина Алија Ченгиза у финалу Европског првенства у Букурешту.
Комаров је ожењен Невеном Вуловић, бившом рвачком репрезентативком Србије, са којом живи у Крагујевцу. Члан је рвачког клуба Крагујевац.

## Спортска достигнућа
- Победник првенства Европе (Србија, Суботица), 2015. године.
- Победник Светског првенства (БиХ, Сарајево), 2015. године.[9]
- Победник првенства Европе (Шведска, Стокхолм), 2016. године.[10]
- Победник Светског првенства (Грузија, Тбилиси), 2016. године.[11]
- Победник првенства Европе (Немачка, Дортмунд), 2017. године.[11]
- Победник Светског првенства (Финска, Тампере), 2017. године.[11]
- Победник првенства Европе (Италија, Рим), 2018. године.[12]
- Победник Светског првенства (Словачка, Трнава), 2019. године.[13]
- Шампионат Русије (2015, 2017 и 2018).[14]
- Европско првенство, (Румунија, Букурешт), 2019. године.
- Европско првенство, (Италија, Рим), 2020. године.
- Победник првенства Европе до 23. године (Северна Македонија, Скопље), 2021. године.[15]
- Победник Светског првенства до 23. године (Србија, Београд), 2021. године.[16]
- Спартакијада најјачих, (Русија, Казањ), 2022. године.[17]
- Европско првенство (Румунија, Букурешт), 2024. године.

### Наступи на државним првенствима Русије
- Шампионат Русије грчко-римским стилом (2019)
- Шампионат Русије грчко-римским стилом (2020)
- Шампионат Русије грчко-римским стилом (2021)
- Шампионат Русије грчко-римским стилом (2022)
- Шампионат Русије грчко-римским стилом (2023)